# Phoenix House
Phoenix House, privat amerikansk vårdorganisation som driver behandlingshem av typen terapeutiska samhällen och öppenvårdsmottagningar, där före detta missbrukare spelar en viktig roll i arbetet.  Namnet syftar till att ge hopp, missbrukarna skall likt Fågel Fenix resa sig ur askan (misären). 